# Забежув
Забежув (пол. Zabierzów) — село в Польше, входит в Краковский повят, Малопольское воеводство, административный центр гмины Забежув. Образует солецтво Забежув.
Забежув находится на автодороге государственного значения DK79, в 3 км к северо-западу от Кракова и в 3 км к северу от международного аэропорта Краков-Балице. С точки зрения физической географии в части орографии геоморфологии, Забежув расположен в грабене Рув-Кшешовицкий на Слёнско-Краковской возвышенности, которая является одной западных частей физикогеографической провинции — Польские возвышенности.